# Juan Ignacio Luca de Tena
Juan Ignacio Luca de Tena y García de Torres (Madrid, 23 de octubre de 1897-Madrid, 11 de enero de 1975), ii marqués de Luca de Tena, fue un comediógrafo, periodista y diplomático español.

## Biografía
Nació el 23 de octubre de 1897 en la calle de Ayala de Madrid. Hijo del periodista Torcuato Luca de Tena y Álvarez Ossorio y padre del periodista Guillermo Luca de Tena y del escritor, y también periodista, Torcuato Luca de Tena, se licenció en derecho en la Universidad Central en 1918. Desde muy joven se consagró al periodismo en la empresa familiar. Elegido diputado de las Cortes de la Restauración por Sevilla en las elecciones de 1923, renunció al acta. Se hizo cargo de la dirección de ABC a la muerte de su padre en 1929, año en que fundó el ABC de Sevilla.
A primeros de mayo de 1931, viajó a Londres para consultar al exmonarca Alfonso de Borbón acerca de la formación de un comité electoral que preparase una candidatura monárquica para las elecciones a Cortes Constituyentes de junio, así como tratar las primeras conspiraciones antirrepublicanas. De vuelta en España, fundó el Círculo Monárquico Independiente.
Tras el intento de golpe de Estado de la Sanjurjada de agosto de 1932, fue detenido por las autoridades al igual que otros colaboradores y suscriptores de Acción Española. En 1933 mantuvo en las páginas de ABC una caballerosa discrepancia acerca de la naturaleza y métodos del fascismo con José Antonio Primo de Rivera, con quien guardaba vínculos de amistad.
Fue miembro del consejo de administración de El Diario Vasco, constituido a finales de 1934 y muy vinculado a Renovación Española.
Formó junto a Francisco Herrera Oria parte de la comitiva, liderada por José María Gil Robles, que, a iniciativa del general Emilio Mola —el «Director»—, marchó a San Juan de Luz el 5 de julio de 1936 para mediar con Manuel Fal Conde en lo relativo al papel de las huestes carlistas en el complot del golpe de Estado que se estaba larvando contra el gobierno de la Segunda República. Al día siguiente, desde Biarritz, encargó al también conspirador Luis Bolín la adquisición de un avión —el conocido como Dragon Rapide— que permitirá a Franco trasladarse desde Gran Canaria a Marruecos para liderar la sublevación.
Tras el golpe de Estado y el inicio de la Guerra Civil, el ABC de Madrid fue incautado por el Gobierno del Frente Popular y pasó a manos del Gobierno de la II República. Juan Ignacio Luca de Tena mantuvo el ABC de Sevilla, uno de los más decididos apoyos contra la República y en apoyo de la monarquía.
El 19 de febrero de 1938 se fundó en San Sebastián la Asociación de Amigos de Alemania (AAA), de cuyo comité directivo Luca de Tena pasó a ser miembro. Fue nombrado en 1939 embajador franquista en Chile, si bien no se incorporó hasta enero de 1941, después de los incidentes que dieron lugar a un cese de relaciones entre ambos países desde julio hasta octubre de 1940. Fue recibido en destino por tres mil personas en la Estación Mapocho de Santiago. Fue también embajador en Grecia (1962), en misión especial para la boda del príncipe Juan Carlos de Borbón y Sofía de Grecia.
En abril de 1945 acusó a Antonio Goicoechea de tergiversar el manifiesto monárquico de Lausana (hecho público por Juan de Borbón el 19 de marzo de 1945), señalando Luca de Tena que el propósito del pretendiente monárquico no era la monarquía liberal como relevo a la dictadura, sino la monarquía tradicional.
En 1944 fue elegido miembro de la Real Academia Española e ingresó el 20 de enero de 1946, tomando posesión de la silla E con la lectura del discurso Sevilla y el teatro de los Quintero. En 1951 obtuvo el premio Agustín Pujol por su drama El cóndor sin alas. 
Poseyó la Cruz del mérito militar con distintivo rojo y medalla de la campaña; la Gran Cruz al Mérito de Chile; la Gran Cruz Juan Pablo Duarte de la República Dominicana y es comendador del Águila Alemana y de la Orden de la Medahuia. Formó parte del consejo privado de Juan de Borbón —establecido este último en Estoril— junto a otros aristócratas como el conde de Rodezno, el duque de Galliera, el duque de Alba, el marqués de Valdeiglesias o el marqués de la Eliseda. Se manifestó como un incondicional defensor de la restauración de la monarquía española bajo un régimen constitucional, lo que ocasionó numerosas censuras sufridas por el diario ABC durante el régimen franquista.
Llegó a ser designado procurador en las Cortes franquistas en 1959.
Contrajo primeras nupcias el 15 de septiembre de 1919 en Orio, con Catalina Brunet Serrano, fallecida el 6 de noviembre de 1943 en Madrid, de cuyo matrimonio nacieron nueve hijos: Esperanza (1920-2015), María Luisa (1921-2010), Torcuato (1923-1999), Pilar (1925-1966), Paloma (1926-2023), Guillermo (1927-2010), María Rosa (1929-2017), Catalina (1934) y María Victoria (1935) Luca de Tena Brunet. De sus segundas nupcias —contraidas el 20 de marzo de 1946 en Madrid con Isabel Bertrán y Güell (fallecida el 3 de agosto de 1983 en Madrid)— no tuvo descendencia.
En 1971 recogió sus recuerdos a través de una serie de personajes que se cruzaron en su vida en el libro titulado Mis amigos muertos, publicado por Editorial Planeta.
Falleció en su domicilio del número 111 de la calle de Serrano de Madrid en la mañana del sábado 11 de enero de 1975.

## Obra

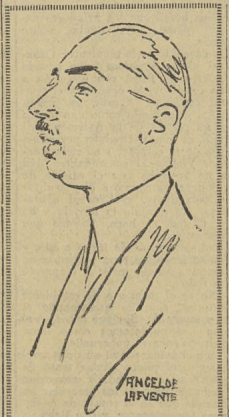
Juan Ignacio Luca de Tena retratado en el diario madrileño El Liberal (1927)

Su interés por el teatro fue muy madrugador, pues ya a los diecisiete años estrenó la comedia Lo que ha de ser; su gran éxito sin embargo llegó con la farsa ¿Quién soy yo?, estrenada en 1935 y que fue premio Piquer de 1935, un premio otorgado por la Real Academia a la mejor comedia de cada año. Es sin duda su mejor obra y se inspira en El otro, de Miguel de Unamuno. El tema es la suplantación de la personalidad y la acción transcurre en Saldaria, un país imaginario, cuyo presidente, Mario Colomer, encuentra un doble perfecto y consentido en Juan Brandel; aceptado el juego, Brandel se gana el favor del pueblo y hasta el de Claudina, amante sin correspondencia del verdadero presidente. El enfrentamiento por celos entre los dirigentes termina con la muerte de uno de los dos, sin que el público sepa a ciencia cierta quién se ha librado de tan delicado trance. En la obra abundan las referencias políticas no difíciles de interpretar en clave antirrepublicana. El éxito de esta obra motivó que el autor le escribiera una continuación, Yo soy Brandel (1938).
Su comedia más citada es sin embargo Don José, Pepe y Pepito (1952), aunque su producción incluye otros éxitos como El dilema, Las canas de Don Juan (1925),  Dos mujeres a las nueve (premio Nacional Jacinto Benavente, 1949), Las chicas del taller (1963), Yo soy Brandel (1969), El rey de las finanzas (1972), etc.  En su comedia ¿Dónde vas, Alfonso XII? (1957) que tiene por tema el amor de Alfonso XII por la tempranamente desaparecida reina Mercedes, toca una de sus obsesiones: la monarquía, que idealiza en línea con su ideología monárquica vertida a través del diario que dirigió, ABC. También escribió libretos de zarzuela: El emigrante y El huésped del sevillano, esta última inspirada en La ilustre fregona de Miguel de Cervantes. Otras obras suyas son Por el amor de Dios, María del Mar, Eduardo y su vecina, El dinero del duque, Divino tesoro, La eterna invitada, Las hogueras de San Juan, Espuma del mar, De lo pintado a lo vivo, La escala rota, El sombrero de tres picos, (adaptación de la novela homónima de Pedro Antonio de Alarcón), Dos cigarrillos en la noche, El pulso era normal y la ópera cómica 1830.
El teatro de Luca de Tena pertenece a la llamada alta comedia según los moldes establecidos por Jacinto Benavente. Fue uno de los autores representativos de esta tendencia escapista en la posguerra civil española.

### Teatro
- Las canas de Don Juan (1925).
- La condesa María (1927)
- El huésped del sevillano (1927), zarzuela Con Enrique Reoyo y música de Jacinto Guerrero.
- ¿Quién soy yo? (1935)
- Yo soy Brandel (1938), continuación de la anterior.
- A Madrid: 682. Guión de película, escenas de guerra y amor (1939)
- Dos mujeres a las nueve (1949) premio Nacional Jacinto Benavente, 1949.
- El cóndor sin alas (1951)
- Don José, Pepe y Pepito (1952)
- ¿Dónde vas, Alfonso XII? (1957)
- ¿Dónde vas triste de ti? (1959).
- Las chicas del taller (1963).
- El rey de las finanzas (1972).

## Distinciones
- Gran Cruz de la Orden de Isabel la Católica (1958)[18]